# Емил Симеонов
Емил Владимиров Симеонов е български писател, поет, драматург и журналист.

## Биография и творчество
Роден е на 13 юли 1945 г. в София. Завършва гимназия в София и турска филология в Софийския държавен университет.
Първите му поетични публикации са във вестниците „Септемврийче“ и „Средношколско знаме“ и списание „Родна реч“.
Работи в многотиражката „Транспред“, репортер е в Радио София, редактор във вестник „Народен спорт“, дългогодишен редактор в органа на СБП в. „Литературен фронт“, редактор във в. „Луд труд“, а до последния си ден води рубриката „Млада муза“ във в. „Труд“.
На негово име се присъжда награда за млад автор в литературния конкурс „Каунь“, Хасково.
Умира на 4 юни 2009 г. в София.

## Произведения

### Поезия
- „На сто разумни крачки“ (1976) – награда за дебют „Южна пролет“
- „Сега и тук“ (1982)
- „Таблетка за сън“ (1985)
- „Зъл и нежен“ (1986)
- „Домашни стихотворения“ (1990)
- „Честита есен“ (1993)
- „13 диптиха“ (1998)
- „Имах да ви казвам“ (2000)
- „Накриво писан“ (2006)
- „Дъжд към края на декември“ (2007)
- „Сега и после“ (2010) – издадена от приятелите му посмъртно

### Драматургия
- „Лейка в куфар“
- „Всичко ли е за продан“ (по Бен Джонсън)
- „Лабиринт зад кулисите“ (по Молиер)
- „Приключенията на добрите намерения“ (по Карло Колоди)